# 彩火尾雀
彩火尾雀（学名：Emblema pictum），是梅花雀科的一种，为澳大利亚的特有种。全球活动范围约为1,300,000平方千米。该物种的保护状况被评为无危。
彩火尾雀的平均体重约为11.2克。栖息地包括干燥的稀树草原、乡村花园、亚热带或热带的（低地）干燥疏灌丛和亚热带或热带的（低地）干草原。